# Burim Kukeli
Burim Kukeli, né le 16 janvier 1984 à Gjakova (Yougoslavie, aujourd’hui au Kosovo), est un footballeur international albanais. Il évoluait au poste de milieu gauche.

## Biographie
Burim Kukeli est né dans l'ancienne République fédérative socialiste de Yougoslavie dans une famille d'origine albanaise. En 1987, son père décide de déménager en Suisse. C'est dans ce pays qu'il appris à jouer au football.
En junior, il fait ses premiers pas au FC Soleure avant de rejoindre le FC Olten en 2003. L'année suivante, il rejoint le SC Zofingen où il ne reste également qu'une année avant de signer pour le FC Schötz où il joue ses premiers matchs en troisième division suisse.
En janvier 2008, après deux saisons et demie passées au FC Schötz et un bilan de 14 buts en 48 apparitions, il est recruté par le FC Lucerne où il signe son premier contrat pro et avec lequel il découvre la première division suisse. Lors de la saison 2009/2010, il obtient sa place de titulaire, le club finira à la quatrième place du championnat. La saison suivante, il participe à la Ligue Europa mais le club est éliminé lors du tour préliminaire, en championnat l'équipe se place en sixième position. La saison 2011/2012 est une réussite pour le club puisqu'il obtient une très bonne deuxième place en championnat qualificative pour la Ligue Europa et échoue aux tirs au but en finale de la coupe de Suisse contre le FC Bâle.
Au terme de cette saison, Burim Kukeli s'est engagé avec le FC Zurich.
En mai 2012, il est appelé par Gianni de Biasi, le sélectionneur de l'Albanie pour disputer les matchs amicaux contre le Qatar et l'Iran. Il a cependant refusé parce qu'il était trop fatigué et voulait se reposer pour la saison suivante. Il fête sa première sélection avec l'Albanie le 7 septembre 2012 face à Chypre.
En 2017, il s’engage avec le FC Sion

## Palmarès
- FC Zurich
  - Coupe de Suisse de football
    - Vainqueur : 2014, 2016